# Mumias Sugar Football Club
Ne doit pas être confondu avec Mumias Sugar.
Le Mumias Sugar Football Club est un club kenyan de football basé à Mumias. Fondé en 1977, le club disparaît en 2007.

## Palmarès
- Championnat du Kenya
  - Vice-champion : 1998

- Coupe du Kenya (2)
  - Vainqueur : 1996 et 1999
  - Finaliste : 2002